# Teniet el Rhnem ech Chergui
Teniet el Rhnem ech Chergui är ett bergspass i Algeriet. Det ligger i provinsen Tiaret, i den norra delen av landet, 220 km sydväst om huvudstaden Alger. Teniet el Rhnem ech Chergui ligger 1 245 meter över havet.